# Rio Xarquinho
O rio Xarquinho é um curso de água que banha o estado do Paraná, município de Guarapuava. Pertence a bacia do Iguaçu.
O rio passa por nove bairros do município paranaense, e recebe água de dois corregos mais importantes da cidade: o do Parque do Lago e um córrego que nasce no bairro Santana. O rio Xarquinho nasce no Parque das Araucárias e desagua no rio Jordão.
O rio Xarquinho junto com o rio Cascavelzinho e o rio Coutinho sao os rios mais importantes da cidade depois do rio Jordão.